# Paranthura bellicauda
Paranthura bellicauda là một loài chân đều trong họ Paranthuridae. Loài này được Miller & Menzies miêu tả khoa học năm 1952.